# Sean Young
Sean Young (Louisville, 20 de novembro de 1959) é uma atriz norte-americana.

## Filmografia
| Ano  | Título                            | Personagem              |
| ---- | --------------------------------- | ----------------------- |
| 1980 | Jane Austen in Manhattan          | Ariadne Charlton        |
| 1981 | Stripes                           | Louise Cooper           |
| 1982 | Blade Runner                      | Rachael                 |
| 1982 | Young Doctors in Love             | Dr. Stephanie Brody     |
| 1984 | Dune                              | Chani                   |
| 1985 | Baby: Secret of the Lost Legend   | Susan Matthews-Loomis   |
| 1987 | No Way Out                        | Susan Atwell            |
| 1987 | Wall Street                       | Kate Gekko              |
| 1988 | The Boost                         | Linda Brown             |
| 1989 | Cousins                           | Tish Kozinski           |
| 1990 | Fire Birds                        | Billie Lee Guthrie      |
| 1991 | A Kiss Before Dying               | Dorothy Carlsson        |
| 1992 | Forever                           | Mary Miles Minter       |
| 1992 | Love Crimes                       | Dana Greenway           |
| 1992 | Once Upon a Crime                 | Phoebe                  |
| 1992 | Blue Ice                          | Stacy Mansdorf          |
| 1993 | Hold Me, Thrill Me, Kiss Me       | Twinkle                 |
| 1993 | Even Cowgirls Get the Blues       | Marie Barth             |
| 1993 | Fatal Instinct                    | Lola Cain               |
| 1994 | Bolt                              | Patty Deerheart         |
| 1994 | Ace Ventura: Pet Detective        | Lt. Lois Einhorn        |
| 1994 | Witness to the Execution          | Jessica Traynor         |
| 1995 | Dr. Jekyll and Ms. Hyde           | Helen Hyde              |
| 1996 | The Proprietor                    | Virginia Kelly          |
| 1997 | The Invader                       | Annie Neilsen           |
| 1997 | Men                               | Stella James            |
| 1998 | Out of Control                    | Lena                    |
| 1999 | Motel Blue                        | Lana Hawking            |
| 2000 | Poor White Trash                  | Linda Bronco            |
| 2000 | The Amati Girls                   | Christine               |
| 2001 | Sugar & Spice                     | Mrs. Hill               |
| 2001 | Mockingbird Don't Sing            | Dr. Judy Bingham        |
| 2002 | Threat of Exposure                | Dr. Daryl Sheleigh      |
| 2004 | A Killer Within                   | Rebecca 'Becky' Terrill |
| 2004 | Until the Night                   | Cosma                   |
| 2005 | Headspace                         | Mother                  |
| 2005 | Third Man Out                     | Ann Rutka               |
| 2006 | The Drop                          | Ivy                     |
| 2006 | The Garden                        | Miss Grace Chapman      |
| 2006 | Living the Dream                  | Brenda                  |
| 2007 | Sea Change                        | Sybil Martin            |
| 2008 | The Man Who Came Back             | Kate                    |
| 2008 | Darkness Visible                  | Laura                   |
| 2008 | Harvest Moon                      | Meg                     |
| 2012 | Attack of the 50 Foot Cheerleader | Brenda Stratford        |
| 2013 | Jug Face                          | Loriss                  |
| 2013 | Send No Flowers                   | Toni                    |
| 2013 | Gingerclown                       | Nelly, a mulher-aranha  |
| 2012 | Attack of the 50 Foot Cheerleader | Brenda Stratford        |
| 2014 | My Trip Back to the Dark Side     | Ela mesma               |
| 2014 | Salvando o casamento              | Terapeuta               |
| 2015 | Rastro de Maldade                 | Mrs. Porter             |
| 2015 | Darling                           | Senhora                 |
| 2015 | Lost Cat Corona                   | Roxie                   |
| 2016 | Confidence Game                   | Sylvie                  |
| 2017 | Blade Runner 2049                 | Rachael                 |